# هيلينا دوغلاس
هيلينا دوغلاس (بالإنجليزية: Helena Douglas)‏ هي إحدى شخصيات سلسلة ألعاب الفيديو ديد أور ألايف تم إنتاجها من قبل شركتي تيم نينجا وكوي تيكمو في سنة 1999، دوغلاس هي مغنية فرنسية تحاول الانتقام لقاتل والدتها.